# Diadumene neozelanica
Diadumene neozelanica is een zeeanemonensoort uit de familie Diadumenidae. De anemoon komt uit het geslacht Diadumene. Diadumene neozelanica werd in 1924 voor het eerst wetenschappelijk beschreven door Carlgren. 